# SAu 40
De SAu 40 is een Frans gemechaniseerd geschut uit het Interbellum.

## Ontwikkelingsgeschiedenis
In 1935 werd door de Franse Cavalerie de eerste pantserdivisie ter wereld opgericht: de 1re Division Légère Mecanique. De uitrusting daarvan zou bestaan uit snelle tanks van het type SOMUA S35 die geoptimaliseerd waren voor het bestrijden van andere tanks. Veel landen die zulke tanks in het veld brachten, ontwikkelden een apart type voor de nabijondersteuning tegen niet-gepantserde doelen (zoals antitankkanonnen), daartoe uitgerust met een houwitser met een kaliber dat groot genoeg was om een redelijk effectieve brisantgranaat te kunnen afvuren — dus een met een grote explosieve lading. Het minimumkaliber daarvoor was ongeveer 75 millimeter. De simpelste oplossing om zo'n ondersteunende tank te creëren was het aanpassen van een bestaand tanktype door er een (desnoods bredere) toren op te zetten die het grotere kanon bevatte. De SOMUA S35 leende zich daar echter niet voor omdat hij slechts een eenmanstoren had: niet alleen kon daar geen 75 mm kanon in; ook was de romp hoe dan ook te smal om een voldoende brede toren op te plaatsen. De Franse Infanterie had deze problematiek omzeild door een type te ontwerpen, de Char B1, die naast een toren met een antitankkanon ook een 75 mm houwitser in de romp bezat. Maar ook de romp van de SOMUA S35 was te smal voor zo'n constructie. De meest effectieve oplossing zou het bouwen van een apart tanktype met 75 mm kanonstoren zijn, zoals de Duitsers dat in die tijd deden met hun Panzerkampfwagen IV. Zoiets was echter erg duur. Er was een goedkopere uitweg: het ontwikkelen van een gemechaniseerd geschut door het inbouwen van 75 mm kanon in een geschikt brede romp.
In het voorjaar van 1935 voerde het Franse Leger in het kamp bij Mailly de eerste proefnemingen uit met dit concept. Men leende van Renault het afgedankte prototype van de Char D3, verwijderde de toren, bouwde een standaard Model 1897 75 mm veldkanon in de romp en voerde er schietproeven mee uit totdat het, al niet al te stevige, chassis zowat uit elkaar viel. Met de zo verworven gegevens benaderde men op 15 juni 1935 de Société d'Outillage Mécanique et d'Usinage d'Artillerie (SOMUA) en de staatsinstelling het Atelier de Rueil (ARL) met de vraag om op basis hiervan een geschut te ontwikkelen. Dit was op dat moment een gezamenlijk project van de Cavalerie en de Infanterie; het laatste Wapen had echter een geheel andere invalshoek: men wilde geen 75 mm kanon voor de nabijondersteuning, maar voor het bestrijden van mogelijke toekomstige zeer sterk bepantserde vijandelijke zware tanks. Daarvoor moest het kanon zo lang mogelijk zijn omdat alleen hierdoor de aanvangssnelheid verworven kon worden vereist voor het doorslaan van dikke bepantsering. Besloten werd dat SOMUA de cavalerieversie zou gaan ontwikkelen en ARL de infanterieversie. Beide versies zouden in hun componenten zo veel mogelijk aansluiting moeten vinden bij de gevechtstanks van beide onderdelen, dus respectievelijk de SOMUA S35 en de Char B1.
SOMUA diende in november 1935 drie verschillende ontwerpen in voor zo'n voertuig. Eén daarvan werd door het Leger uitgekozen en in juni 1936 werd er een prototype besteld. Voorlopig had SOMUA echter weinig aandacht voor dit project omdat men bezig was met een ander dat zeer veel lucratiever beloofde te zullen worden: de Char G1, Frankrijks middelzware tank van de nieuwe generatie, de bedoelde opvolger van de SOMUA S35. In december 1936 werd echter, tot grote teleurstelling van het bedrijf, het Char G1-ontwerp van SOMUA afgewezen. Hierop besloot men de research al uitgevoerd voor de Char G1 ten bate van het gemechaniseerde geschut te laten komen, waarvan het prototype op 25 december 1937 gereed kwam, zij het nog zonder kanon en machinegeweertoren.
Dat de toren nog niet geïnstalleerd was, is niet zo vreemd: die werden in Frankrijk bijna altijd centraal gemaakt door het Atelier de Puteaux (APX), het staatswapenarsenaal. Het ontbreken van het kanon duidde echter op fundamentelere problemen. APX had ook de opdracht gekregen een nieuw kanon te ontwikkelen voor beide versies, een afgeleide van het 75 mm Modèle 29 de Casemate vestingkanon, maar het systeem was zo ingewikkeld geworden dat er voorlopig maar één prototype van gemaakt werd. Dat ene exemplaar werd eerst ingebouwd in de versie van ARL, toen de ARL V 39 geheten; later werd dat de ARL 40. Pas eind 1938 kwam er een tweede kanon beschikbaar en kon het voertuig worden afgebouwd. Daarna werd het tot mei 1939 getest in Bourges en voerde daarna schietproeven uit in de schietkampen van Mailly en Courtine. Het technische rapport had als uitkomst dat het affuit niet sterk genoeg was voor de terugslag en dat door de voorwaartse plaatsing van het kanon de gewichtsverdeling erg ongelijk was met een verhoogde slijtage van het loopwerk als gevolg.
Deze technische onvolkomenheden waren echter niet de oorzaak dat het project in de zomer van 1939 bijna werd afgelast. Daarvoor zorgde de onduidelijke status van het project. De Cavalerie had eigenlijk een simpel goedkoop, desnoods kort, houwitsertje gewild en nu dreigde het opgescheept te worden met een duur en ingewikkeld systeem waarvan het niet evident was welke rol het eigenlijk moest gaan spelen. Het rapport sprak al van een "nog onbepaalde tactische bestemming". Aan een tankjager meende men geen behoefte te hebben; het geschut was ook geen echte gemechaniseerde artillerie en AMX had trouwens al een 75 mm houwitser op een Renault R35-chassis in ontwikkeling. Het project werd echter voorlopig van de ondergang gered door het feit dat het chassis ook gebruikt was voor de ontwikkeling van de SOMUA S40, die kort daarvoor was aangewezen voor massaproductie. Men durfde geen streep te trekken door het ene project uit angst dat het negatieve gevolgen zou hebben voor het andere.
In september 1939 brak de Tweede Wereldoorlog uit en men dacht plots veel gunstiger over wapensystemen die al uitontwikkeld waren en dus meteen in productie konden worden genomen. De onbepaaldheid van het type werd nu uitgelegd als een deugd: het voertuig was zo flexibel dat het zowel als tankjager als ondersteuningsvoertuig kon dienen. Op 15 oktober 1939 werd aanbevolen voldoende exemplaren aan te schaffen voor vier groepen van ieder zes geschutsvoertuigen en drie commando- en observatievoertuigen, dus 36 in totaal. Op 10 november 1939 werd het contract getekend voor het Canon Automoteur de 75 mm SOMUA SAU 40, ofwel SAu 40.

## Beschrijving
De SAu 40 is in zekere zin een afgeleide van de SOMUA S35: het loopwerk en gietstalen romp zijn in algemene vorm overeenkomstig. Er zijn echter ook grote verschillen. Het oorspronkelijke loopwerk had een slecht klimvermogen. Dat is verbeterd door het klimwiel hoger te plaatsen. Het gat dat zo ontstaat tussen dat wiel en het wielonderstel van het voortste paar loopwielen is gevuld door het aanbrengen van een negende loopwiel. Dat schept meteen de ruimte voor het verlengen van het chassis. De slechtere draaibaarheid die daardoor dreigt, is voorkomen door het extra wiel de grond niet te laten raken en verder door een verbreding van het chassis met 33 centimeter. De zijkanten van de opbouw steken nu bovenaan ook wigvormig naar buiten. Verlenging en verbreding samen maken achterin een vergroot motorcompartiment mogelijk met een sterkere 219 pk motor. Voorin scheppen ze de ruimte voor de installatie van het kanon. Links en rechts van dat kanon hebben de posities van respectievelijk de chauffeur en de radioseiner ongeveer dezelfde vorm als bij de S 35. Middenin is een vooruitstekend deel toegevoegd, wat schuin naar achteren hellend, waaruit het 75 mm kanon naar voren steekt. De loop van dat kanon is zeer dik, zodat het de inslagen van pantsergranaten kan weerstaan. Het heeft een klein afgeschuind kanonschild dat aan de lange slof van de reminrichting is verbonden. In die slof kan het kanon voor het transport via een door de motor aangedreven krik binnen twaalf seconden teruggetrokken worden. Het kanon heeft een traverse van 7° links en 7,6° rechts, een domping van 10° en een elevatie van 30°: het is dus goed in een rompgedekte positie als tankjager maar ook als echte artillerie voor het afgeven van indirect vuur te gebruiken. Bij direct vuur is het effectief bereik tweeduizend meter. De munitievoorraad bestaat uit 102 pantser- en brisantgranaten. De vuursnelheid is tien schoten per 55 seconden, mogelijk gemaakt door een automatische lader. Vizieren met viermaal vergroting bevinden zich links en recht van het kanon in het rompuitsteeksel. Links van het midden bevindt zich echter hoog op de romp een trapeziumvormig torentje van 30 mm dik gegorten staal. Hierin zit aan de ene kant een binoculair vizier, dat kan dienen als een stereoskopische afstandsmeter, boven een diascoop — maar als men het geheel omdraait kan het ook dienen voor de nabijverdediging want aan de andere kant bevindt zich een mitrailleuse.
De SAu heeft twee radiosets, de E26ter en de R61, met antennes rechts vooraan en rechts achteraan

## Productie en Operationele Geschiedenis
Het lag in de bedoeling dat de eerste twee voertuigen al in oktober 1939 zouden worden afgeleverd, zes in november en december en verder acht per maand voor de rest van de oorlog, voorlopig gepland tot de zomer van 1941. Hoeveel exemplaren daarvan feitelijk zijn geproduceerd is onduidelijk. Kennelijk liep de fabricage van het erg geavanceerde kanon achter bij dat van de voertuigen zelf want op 1 mei 1940 wordt besloten ze uit te rusten met het krachtige Lang 53 47 mm SA37 antitankkanon en met die configuratie acht groepen uit rusten, dus met in totaal 76 voertuigen.
Bij het begin van de Slag om Frankrijk op 10 mei 1940 was geen enkele van die eenheden opgericht. Het prototype echter, dat van pantserstaal gemaakt was, vocht begin juni bij Compiègne in een S 35-eenheid. Er bestaat een foto, genomen op 27 juni ergens in de Dordogne, dat het in achtergelaten toestand toont.
Daarnaast zouden volgens de staten van de artillerie nog eens vier voertuigen, maar zoals op 1 mei bevolen uitgerust met het 47 mm kanon, naar het front zijn gestuurd. Volgens andere bronnen is dat onmogelijk: die geven de geplande start van de productie pas in oktober 1940 en dan kunnen er helemaal geen andere SAu 40's geweest zijn behalve het prototype.